# Чемпионат Европы по футболу 1964
 Чемпионат Европы по футболу 1964  (финальный турнир второго Чемпионата Европы) проходил в Испании с 17 по 21 июня 1964 года. Чемпионат выиграли хозяева турнира, обыграв в финале сборную Советского Союза 2:1. По сравнению с прошлым турниром заметно увеличилось число заявившихся команд — с 17 в 1960 году до 29 в 1964.

## Регламент
Турнир проходил по системе плей-офф. 29 команд решили принять участие в чемпионате (Греция отказалась от участия после жеребьевки). Сборные СССР, Австрии и Люксембурга сразу же попали во второй раунд. До полуфиналов команды играли друг с другом два матча: дома и в гостях. Финальная четверка команд съезжалась в одну страну-хозяйку чемпионата, которая определялась после того, как определялась четверка команд, попавших в финальную часть.

## История
Сборная Люксембурга стала сенсацией всего турнира. В 1/8 финала она одолела Нидерланды по сумме двух встреч (1:1, 2:1), а в четвертьфинале уступила Дании лишь в дополнительном матче 0:1. В финальный турнир, кроме датчан, попали также сборные СССР, Испания, Венгрия.
В полуфинале сборная Советского Союза обыграла датчан 3:0 в Барселоне, а Испания в Мадриде в дополнительное время одолела Венгрию 2:1. В финале на стадионе Сантьяго Бернабеу хозяева чемпионата выиграли 2:1, благодаря победному голу Марселино в конце матча.

## Города и стадионы
| Сантьяго Бернабеу                                         | Камп Ноу                       |
| 40°27′10″ с. ш. 3°41′18″ з. д.                            | 41°22′51″ с. ш. 2°07′22″ в. д. |
| Вместимость: 110 000                                      | Вместимость: 90 000            |
|                                                           |                                |
| Мадрид БарселонаЧемпионат Европы по футболу 1964, Испания |                                |

## Финальный турнир
|  | Полуфиналы         | Полуфиналы |   |                    | Финал        | Финал |
|  |                    |            |   |                    |              |       |
|  | 17 июня            |            |   |                    |              |       |
|  | Испания (доп. вр.) | 2          |   |                    |              |       |
|  | Венгрия            | 1          |   |                    |              |       |
|  |                    |            |   |                    |              |       |
|  |                    |            |   |                    | 21 июня      |       |
|  |                    |            |   |                    | Испания      | 2     |
|  |                    | СССР       | 1 |                    |              |       |
|  |                    |            |   |                    |              |       |
|  |                    |            |   |                    |              |       |
|  |                    |            |   |                    | Третье место |       |
|  | 17 июня            | 17 июня    |   | 20 июня            | 20 июня      |       |
|  | СССР               | 3          |   | Венгрия (доп. вр.) | 3            |       |
|  | Дания              | 0          |   |                    | Дания        | 1     |

### 1/2 финала
| Мадрид 17 июня 1964 | \| Испания \| 2:1 д.в. Протокол \| Венгрия \| \| Переда 35′ · Амансио 112′ \| Голы \| 84′ Бене \| | «Сантьяго Бернабеу» Зрителей: 34 713 Судья: Артюр Блавье |
| Составы: Испания: Ирибар, Ривилья, Оливелья (к), Соко, Кальеха, Фусте, Переда, Амансио, Марселино Мартинес, Суарес, Лапетра. Венгрия: Сентмихаи, Матраи, К.Месэй, Шароши, И.Надь, Шипош, Комора, Бене, Альберт, Тихи (к), Феньвеши. |                                                                                                   |                                                          |
| Испания | 2:1 д.в. Протокол                                                                                 | Венгрия                                                  |
| Переда 35′ · Амансио 112′ | Голы                                                                                              | 84′ Бене                                                 |

| Барселона 17 июня 1964 | \| СССР \| 3:0 Протокол \| Дания \| \| Воронин 19′ · Понедельник 40′ · В. Иванов 87′ \| Голы \| \| | «Камп Ноу» Зрителей: 38 558 Судья: Кончетто Ло Белло |
| Составы: СССР: Яшин, Мудрик, Шустиков, Шестернев, Воронин, Аничкин, Численко, В.Иванов (к), Понедельник, Гусаров, Хусаинов. Дания: Л.Нильсен, Й.-Й.Хансен, К.Хансен, Б.Хансен, Биргер Ларсен, Торст, Эрлинг Нильсен, К.Бертельсен, У.Мадсен-I (к), У.Серенсен, Д.Даниэльсен. | |                                                      |
| СССР | 3:0 Протокол                                                                                       | Дания                                                |
| Воронин 19′ · Понедельник 40′ · В. Иванов 87′ | Голы                                                                                               |                                                      |

### Матч за 3-е место
| Барселона 20 июня 1964 | \| Венгрия \| 3:1 (д.в.) д.в. Протокол \| Дания \| \| Бене 11′ · Новак 107′ (пен.), 110′ \| Голы \| 82′ Бертельсен \| | «Камп Ноу», Барселона Зрителей: 3 869 Судья: Даниэль Мелле |
| Составы: Венгрия: Сентмихаи, Новак, К.Месэй, Ихас, Шипош (к), Шоймоши, Я.Фаркаш, З.Варга, Альберт, Бене, Феньвеши. Дания: Л.Нильсен, Вольмар, Биргер Ларсен, К.Хансен, Б.Хансен, Эрлинг Нильсен, К.Бертельсен, Торст, У.Серенсен, У.Мадсен-I (к), Д.Даниэльсен. | |                                                            |
| Венгрия | 3:1 (д.в.) д.в. Протокол                                                                                              | Дания                                                      |
| Бене 11′ · Новак 107′ (пен.), 110′ | Голы | 82′ Бертельсен                                             |

### Финал
| Мадрид 21 июня 1964 | \| Испания \| 2:1 Протокол \| СССР \| \| Переда 6′ · Марселино 84′ \| Голы \| 8′ Хусаинов \| | «Сантьяго Бернабеу» Зрителей: 79 115 Судья: Артур Холланд |
| Составы: Испания: Ирибар, Ривилья, Оливелья (к), Соко, Кальеха, Фусте, Суарес, Переда, Амансио, Марселино Мартинес, Лапетра. СССР: Яшин, Мудрик, Шустиков, Шестернев, Аничкин, А.Корнеев, Воронин, Численко, В.Иванов (к), Понедельник, Хусаинов. |                                                                                              |                                                           |
| Испания | 2:1 Протокол                                                                                 | СССР                                                      |
| Переда 6′ · Марселино 84′ | Голы                                                                                         | 8′ Хусаинов                                               |

| Чемпион Европы по футболу 1964 |
| Испания Первый титул           |

## Бомбардиры
2 мяча
- Ференц Бене
- Дежё Новак (1 — с пенальти)
- Хесус Мария Переда

1 мяча
- Карл Бертельсен
- Амансио
- Марселино
- Валерий Воронин
- Валентин Иванов
- Виктор Понедельник
- Галимзян Хусаинов

## Символическая сборная турнира
- В  Лев Яшин
- З  Фелисьяно Ривилья
- З  Дежё Новак
- З  Игнасио Соко
- З  Ферран Оливелья
- П  Амансио Амаро
- П  Валентин Иванов
- П  Луис Суарес
- Н  Ференц Бене
- Н  Хесус Мария Переда
- Н  Флориан Альберт

Источник: УЕФА